# Colonia Alberdi
Colonia Alberdi é uma cidade argentina da província de Misiones, localizado dentro do departamento Oberá. 
Fica a uma latitude de 27° 21' Sul e a uma longitude de 55° 11' Oeste.
O município conta com uma população de 3.685 habitantes segundo o Censo do ano 2001 (INDEC).